# Conduttura
Una conduttura (o, meno precisamente, condotta) è un sistema di trasporto che prevede l'utilizzo di un insieme di tubi. Attraverso di essa avviene il trasferimento di liquidi e gas; in alcuni casi, attraverso tubi pneumatici vengono trasferite anche capsule, contenenti ad esempio documenti, soprattutto in campo postale e bancario. Oltre che l'acqua potabile, le condotte più importanti sono quelle che permettono il trasporto di gas naturale e petrolio.

## Condotte per petrolio e gas naturali

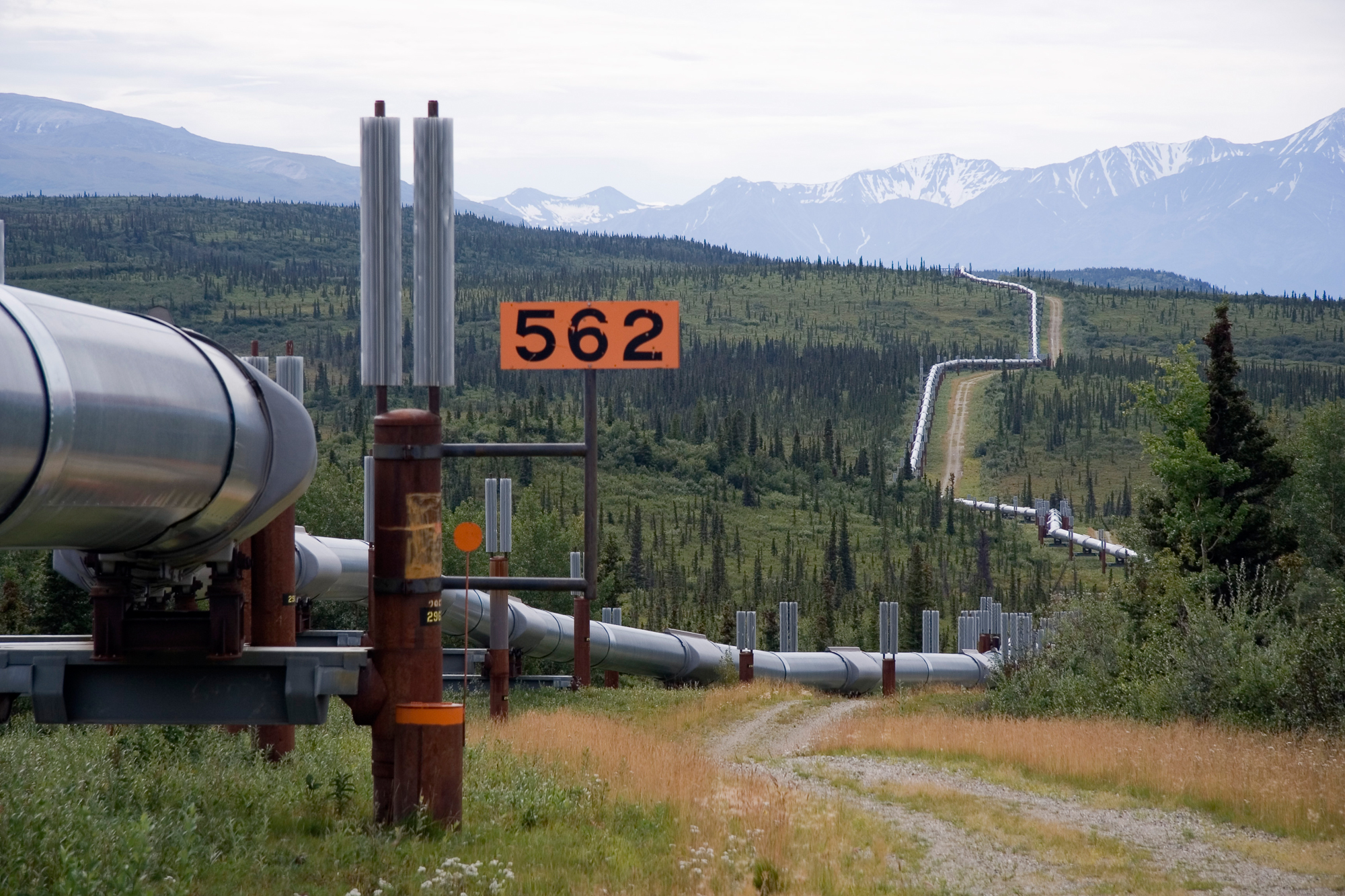
Oleodotto in Alaska

Quando c'è la necessità di trasportare via superficie dei grossi quantitativi di petrolio e gas, il trasporto tramite condotte (oleodotti e gasdotti) è sicuramente il metodo migliore; confrontato al prezzo del trasporto ferroviario offre un costo unitario molto minore e contemporaneamente una maggiore capacità.
Di norma gli oleodotti sono composti di tubi di acciaio dal diametro variabile tra i 30 e i 120 cm, se possibile posati in superficie per agevolarne le ispezioni. Il liquido viene incanalato a mezzo pompe che imprimono al flusso una velocità variabile tra 1 e 6 m al secondo.

Diversamente da quanto accade negli oleodotti, nei gasdotti il gas può essere trasportato attraverso la sua compressione fino a pressioni di circa 70 bar nel caso di condotte terrestri e di pressioni più elevate fino a 100 bar nel caso di condotte sottomarine. Tali compressioni sono ottenute utilizzando apposite macchine operatrici dette compressori.

### Incidenti
I prodotti trasportati attraverso i gasdotti e gli oleodotti sono particolarmente pericolosi e, negli anni, si sono dovuti registrare alcuni pericolosi incidenti, tra cui:
- Il 4 giugno 1989 vicino a Ufa in Russia, esplode una conduttura di GPL causando 645 morti.
- il 17 ottobre 1998 a Jesse in Nigeria esplode una conduttura di Petrolio causando circa 1200 morti.
- il 30 luglio 2004 incidente al più grosso gasdotto a Ghilsenghien in Belgio poco distante da Bruxelles, 23 deceduti.

## Condotta per acqua potabile
Per l'acqua potabile, il trasporto attraverso condotte avviene in sostituzione o in completamento di quello attraverso i canali a pelo libero, soprattutto nel caso ci siano da attraversare delle montagne o quando i canali non riescono a garantire la dovuta sicurezza da possibili contaminazioni. Ha altrettanta utilità la condotta in luogo del canale quando si debbano superare terreni esposti ad elevato calore, per prevenire le perdite di acqua dovute all'evaporazione. A differenza dei canali, nelle condotte l'acqua circola in pressione.
Le più lunghe condotte idriche esistenti sono state costruite in Australia.

## Condotta forzata

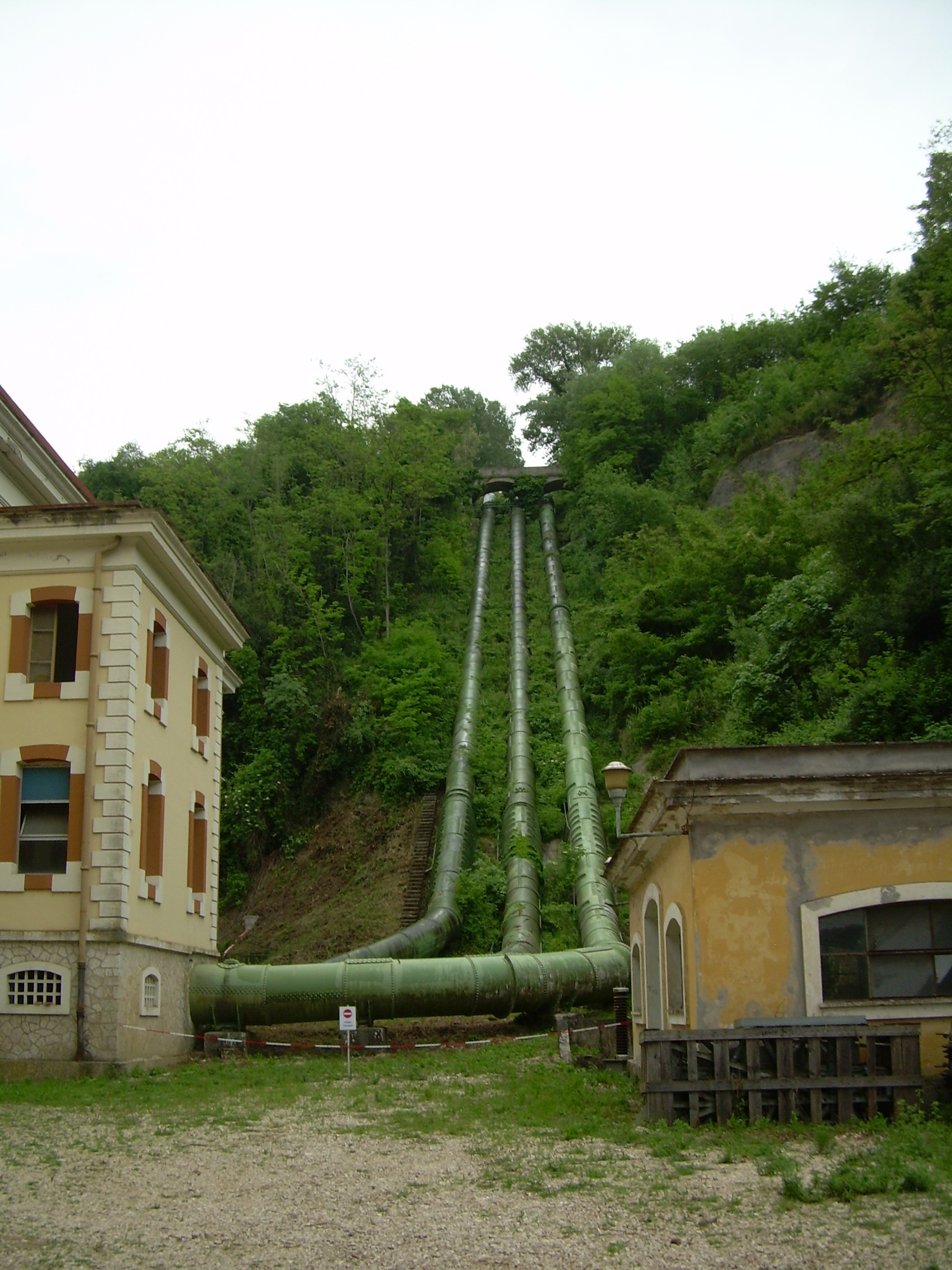
Condotte forzate di una piccola centrale idroelettrica risalente agli anni '20

Un particolare tipo di tubazione convogliante acqua è la condotta forzata, sostanzialmente un tubo che mette in comunicazione un bacino idroelettrico con le turbine.

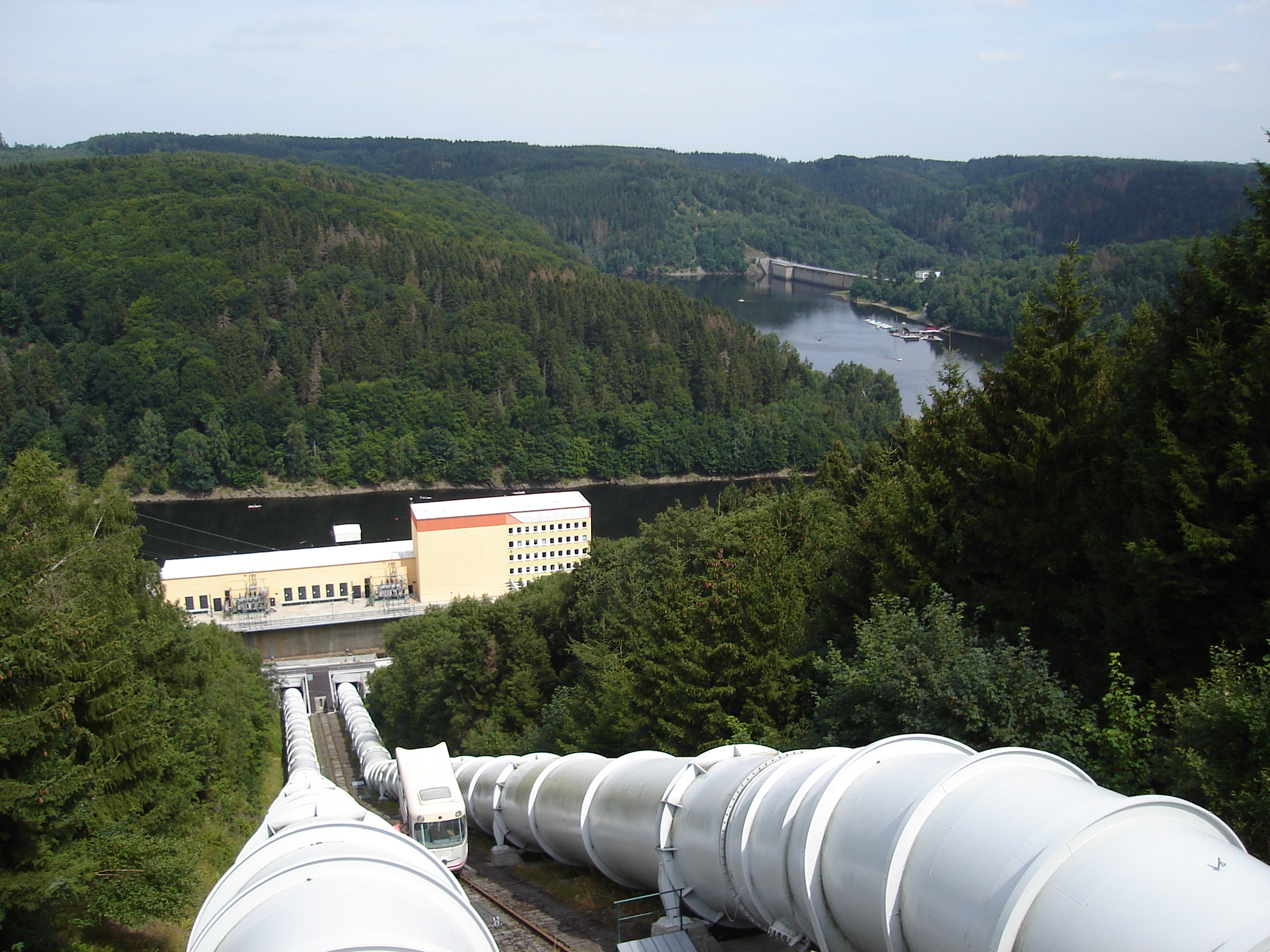
Una condotta forzata in una moderna centrale idroelettrica

La particolarità di una condotta forzata sta nell'elevata pressione di esercizio, occasionalmente soggetta a picchi dovuti ai colpi d'ariete dovuti a variazioni di portata, causati ad esempio da variazioni repentine del carico elettrico.
A causa della tortuosità del terreno montano, le condotte forzate presentano di solito numerosi cambi di direzione: questi sono punti critici, in quanto nei supporti che a questi corrispondono si concentrano forze dovute appunto alle alte pressioni, e in particolare all'effetto Bourdon. Per la stessa ragione i tubi sono rinforzati mediante cerchiature.

## Condutture sottomarine
L'impiego di condotte sottomarine tende ad estendersi sempre di più in particolar modo nel campo degli oleo-gasdotti per l'utilizzazione di giacimenti offshore ma anche il campo acquedottistico ad esempio per l'alimentazione di acqua potabile alle isole.
La posa di condotte sottomarine viene effettuata tramite speciali navi dette posatubi.

Il costo di installazione per km di una condotta sottomarina è estremamente elevato ed è comunque limitato a fondali che non superino i 1200m di profondità.

In genere le condotte sottomarine vengono installate tra piattaforme e impianti di trattamento situati lungo le coste dai quali poi il trasporto è affidato a petroliere o ulteriori condotte di terra.
Dal punto di vista progettuale statico e idraulico una condotta sottomarina non differisce da una condotta terrestre e anche i metodi di calcolo sono concettualmente gli stessi.
Per il dimensionamento di una condotta sottomarina bisogna anche tener conto delle sollecitazioni che la condotta può subire in conseguenza del sistema di posa.

### Metodi di posa

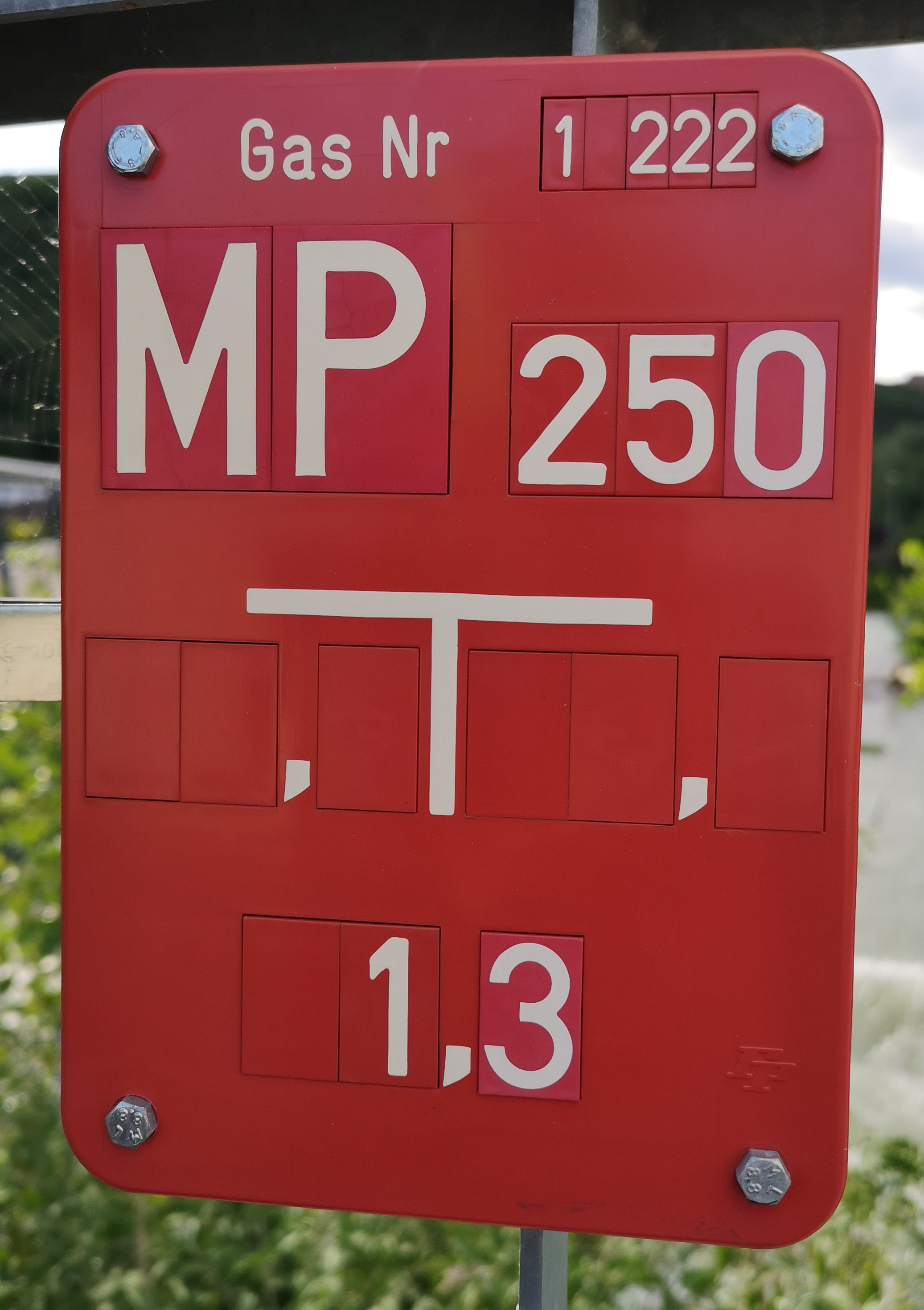
Indicazione in superficie di una condotta per gas a Bolzano

I metodi correntemente impiegati per la posa di condotte sottomarine specialmente in acciaio possono essere classificati in quattro grandi categorie:
- Floating method o per galleggiamento: con questo metodo le colonne alleggerite da galleggianti vengono portate nella posizione definitiva, accoppiata in superficie con l'ausilio di due gru su di un pontone e quindi affondate. Il metodo è usato principalmente per l'attraversamento di acque protette e per lunghe linee. Per piccole linee a bassa pressione e in bassi fondali l'accoppiamento delle colonne, anziché fuori acqua mediante saldatura, può essere eseguito direttamente sul fondo mediante giunti meccanici
- Reeled pipe method o per svolgimento di bobine: questo metodo può essere usato solo per piccoli diametri (inferiori al DN 300). I tubi saldati a terra vengono avvolti in grosse bobine e quindi calati da una nave appositamente attrezzata, grosso modo con la stessa tecnica di posa di cavi elettrici e telefonici;
- Lay barge method o con nave posa tubi: questo metodo, usato per la posa di lunghe tratte in mare aperto, prevede invece la saldatura delle singole colonne direttamente sulla nave posa tubi (lay barge) che è munita di un braccio orientabile (stinger) che permette il sostentamento del tubo durante il varo;
- Bottom pull method o per trascinamento: col metodo del tiro dal fondo la tubazione viene assiemata in colonne di una certa lunghezza sulla spiaggia e quindi trainata da un argano disposto su di un pontone (winch barge) nella posizione definitiva. Le operazioni di traino vengono sospese di volta in volta per permettere la saldatura sulla spiaggia delle varie colonne e lo spostamento del pontone con gli argani.

Per l'applicazione di questi metodi è necessario che il tubo sia il più leggero possibile e pertanto il sistema più ovvio cui si ricorre è quello di operare con un tubo vuoto.
In questo caso però, per diametri grandi la spinta di galleggiamento supera il peso del tubo, che quindi viene appesantito con l'applicazione di un rivestimento esterno in calcestruzzo retinato, in genere gunite.
Il piano di posa della tubazione è il fondo marino che può essere regolarizzato mediante dragaggio per evitare curvature nelle tubazioni che diano luogo a sollecitazioni permanenti.
La tubazione può essere interrata per tutto il suo percorso o in parte.
L'apertura dello scavo viene realizzata con escavatori idraulici di grande potenza e talvolta con taglienti metallici.
In fondali rocciosi lo scavo viene effettuato prima del varo e a seconda della natura della roccia si possono usare escavatrici idonee o esplosivi.
I materiali sciolti di scavo sono di norma utilizzati per la copertura della tubazione.
Il rinterro può essere effettuato con materiale versato da appositi natanti o dall'azione dei moti ondosi e dalle correnti.

## Condutture particolari

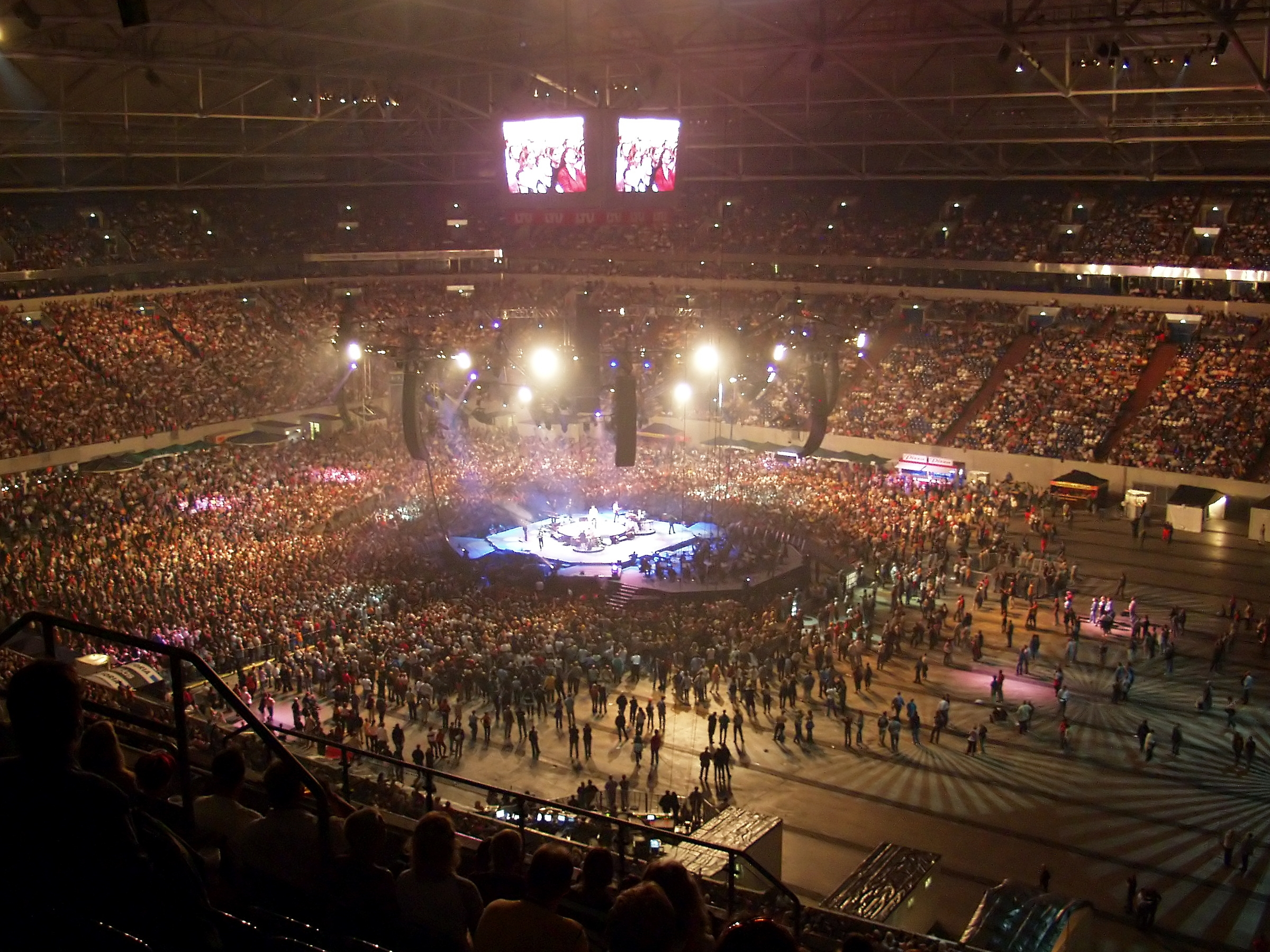
Lo stadio di Gelsenkirchen

Un esempio particolare di conduttura per liquidi è quella costruita in Germania, nello stadio di Gelsenkirchen. Nel 2001 per l'inaugurazione del nuovo stadio dello Schalke 04 è stata posata una conduttura dalla lunghezza di circa 5 km che distribuisce a tutti chioschi di mescita la birra per dissetare gli spettatori.
L'idea è nata dalla considerazione che decentralizzare la distribuzione della bevanda permetteva di ridurre il movimento del pubblico all'interno delle gradinate, consentendo sempre un livello di approvvigionamento ideale ad ogni singolo chiosco.